# Monegassische Fußballauswahl
Die monegassische Fußballauswahl (monegassisch La Seleciun de Munegu) ist die „Fußballnationalmannschaft“ des Fürstentums Monaco unter der Regie der Fédération Monégasque de Football. Dieser ist weder Mitglied der FIFA noch der UEFA und nimmt daher auch nicht an den Qualifikationsspielen zu Fußball-Welt- und Europameisterschaften teil. Monegassische Vereine spielen in den französischen Ligen, darunter der erfolgreiche AS Monaco in der Ligue 1, der mehrfach den Meistertitel erringen konnte.
Bisher spielte die monegassische Fußballauswahl nur gegen andere Nicht-UEFA/FIFA-Mitglieder, darunter Vatikanstadt, Gibraltar (seit 2013 Mitglied der UEFA und seit 2016 Mitglied der FIFA), Tschetschenien, Okzitanien, Sápmi und dem Kosovo (seit 2016 Mitglied der FIFA und der UEFA). Beim Viva World Cup, einer inoffiziellen Weltmeisterschaft der Nicht-FIFA-Mitglieder, erreichte Monaco 2006 den zweiten Platz.